# 종양바이러스
종양바이러스(oncovirus)는 암을 일으키는 바이러스를 부르는 말이다. 1950~60년대에 레트로바이러스의 급속 형질변환에 대한 연구에서 "oncornavirus"라는 단어가 처음 등장했는데, 당시에는 이들이 RNA 바이러스임을 강조하기 위해 중간에 "rna"가 삽입되었었다. 이후 rna라는 글자가 빠지면서, DNA 바이러스와 RNA 바이러스를 모두 가리키는 용어가 되었다. 암바이러스라 불리기도 한다. 대부분의 바이러스들은 암을 일으키지 않는데, 이는 바이러스와 숙주가 오랜 기간 공진화한 결과로 해석된다. 의학적 관심과 더불어, 망막모세포종 단백질 등 세포 주기 조절 기작에 대한 연구에도 중요한 위치를 차지한다.
세계보건기구에 의해 2002년에 세워진 국제 암 연구 기관의 추정치에 따르면, 암의 17.8%는 감염으로 인해 발생하며, 종양바이러스는 이런 감염원들 중 11.9%를 차지한다. 2020년에 38종의 암으로부터 2,658개의 시료를 채취해 조사한 결과, 이들 중 16%가 바이러스와 유관한 것으로 나타났다. HPV 백신 등을 접종함으로써 예방할 수 있다. 혈액 검사를 통해 진단하며, 비교적 독성이 낮은항바이러스성 화합물을 통해 치료할 수 있다.

## 배경
다른 바이러스들과 달리, 숙주나 신생아에게 질병을 거의 일으키지 않는다. 극히 일부의 경우만 감염이 암으로 발달된다. 어떤 바이러스가 암을 일으키는지 연구하는 것은 어려운 일인데, 렐만과 프레데릭은 종양바이러스에 대해 코흐의 가설을 적용하기 어렵다는 사실을 다음과 같이 논증했다.. 코흐의 가설이 종양바이러스에 그대로 적용될 수 없는 이유는 첫째로 순수하게 바이러스만 분리 배양하는 것이 불가능하기 때문이고, 둘째로 대부분의 종양바이러스 감염자가 증세를 나타내지 않는다는 점이다. 이는 코흐의 셋째 가설을 완전히 무너뜨린다. 마지막으로 사람에게만 증상을 일으키는 바이러스를 가지고 직접 사람을 대상으로 실험할 수 없다는 이유도 있다. 따라서 종양바이러스를 연구할 때는 브래드포드 힐 판정법을 주로 사용하는데, 이 역시 인과관계를 판단하는 데에는 한계가 있다.
종양바이러스는 다양한 형태로 존재한다. 레트로바이러스는 DNA와 RNA를 둘 다 유전체로 가질 수 있기 때문에, 아데노바이러스와 같은 DNA 바이러스나 C형 간염 바이러스와 같은 RNA 바이러스가 모두 암을 야기할 수 있다. 일반적으로 종양바이러스는 막다른 종이 아니라면 숙주에서 별다른 증상을 나타내지 않는다. 아데노바이러스의 경우 사람에게 암보다는 감기, 결막염 등의 질병을 일으키나, 시리아햄스터에서는 종양을 일으킨다. 엡스타인-바 바이러스나 KSHV같은 경우는 숙주 세포의 DNA와 떨어져서 원형 에피솜이나 플라스미드의 형태로 복제할 때 종양을 일으킨다. 폴리오마바이러스나 유두종바이러스같은 경우는 우연히 바이러스의 유전자가 숙주 세포의 유전체에 삽입된 경우에 암을 발생한다.
종양바이러스에 있는 암유전자가 숙주세포로 삽입되거나, 숙주세포의 원종양유전자 활성을 증가시킬 때 종양이 발생한다. 실제로 vFLIP와 vCyclin이 숙주의 암유발성 mir17-92 군집을 유도함으로써 간접적으로 TGF-β 신호전달경로를 교란한다는 것이 밝혀졌다. 이처럼 간접적인 방식으로 수십년에 걸쳐 만성 염증을 일으킬 수도 있는데, C형 간염 바이러스에 의해 발생하는 간암이 바로 이런 경우다. 이와는 달리 직접적으로 암을 일으키는 바이러스는 모든 종양세포에 적어도 바이러스 단백질이나 RNA가 한개씩은 있어야 한다. 외부의 바이러스 항원이 종양 내에서 발현되는 것이기 때문에, 후천면역결핍증후군 등 면역력이 저하된 경우 종양바이러스에 의해 암이 발생할 확률이 높아진다. 반면 간접적 바이러스에 의한 만성 감염의 경우 이론적으로는 돌연변이를 축적시켜서 과형성을 야기하기 때문에, 종양세포에서 입자가 발견되지 않을 수도 있다. 물론 논란의 여지가 좀 있지만, 이 경우 속되게 표현하자면 "때리고 빠지"는 것이기 때문에 종양을 진료할 때 발견되지 않을 수 있다. 그러나 실제로 이로 인해 종양이 발생하는 경우는 그리 많지 않다.

## 같이 보기
- 감염성 암원
- 발암 물질
- 종양유전자
- 성인T세포백혈병/림프종(영어:Adult T-cell leukemia/lymphoma)